# Герб Добропольского района
Герб Добропольского района — официальный символ Добропольского района Донецкой области, утверждённый решением №XXII/12-20 сессии районного совета от 19 марта 1997 года.

## Описание
Щит скошен справа зелёным и лазурным. На первой части золотой хлебный сноп, обременённый двумя чёрными молотками, положенными в косой крест. На второй части золотой колодец. Щит обрамлен венком из цветов мальвы, перевитым лазурной лентой с надписью "Добропольский район".
Компьютерная графика — В.М.Напиткин, К.М.Богатов.